# Roman Sołtyk (syn)
Roman Sołtyk herbu Sołtyk – (ur. 1820 lub 1822 w Główczynie, zm. 1 maja 1873 w Babicy) – generał-major armii Austro-Węgier.

## Życiorys
Urodził się w Główczynie znajdującym się wówczas na terenie Królestwa Polskiego będącego częścią Imperium Rosyjskiego. Był synem generała Romana Sołtyka i Konstancji Heleny z Moszczeńskich. Po wyjeździe ojca na emigrację i konfiskacie majątków w Królestwie Polskim Roman wychowywał się w Galicji pod opieką wuja Franciszka Moszczeńskiego i przyjął obywatelstwo austriackie. Uczył się w Theresianum w Wiedniu, następnie w latach 1835–1840 studiował w Wojskowej Akademii Inżynieryjnej, którą ukończył w stopniu podporucznika. 5 października 1840 wstąpił do 5 pułku szwoleżerów w Opawie; w 1845 awansował do stopnia porucznika. W 1849 odbył kampanię węgierską jako oficer ordynansowy przynosząc cesarzowi Franciszkowi Józefowi I do Ischl wiadomość o kapitulacji dyktatora rewolucji węgierskiej Artura Görgeya, za co cesarz mianował go 30 sierpnia swym przybocznym adiutantem. 5 czerwca 1850 otrzymał awans na majora i został dowódcą szwadronu w 6 pułku huzarów w Opawie i otrzymał Order Żelaznej Korony III klasy. Był potem podpułkownikiem i dowódcą dywizjonu w tejże jednostce przeniesionej do Bochni. 11 kwietnia 1856 został dowódcą 12. pułku huzarów w Weronie. Walczył w kampanii włoskiej 1859 w bitwie pod Solferino. 17 czerwca 1865 został dowódcą Brygady Kawalerii w Tarnowie i następnie awansował na stopień generała-majora. Uczestniczył w kampanii pruskiej w 1866, dowodzona przez niego dywizja została zaskoczona i pokonana przez Prusaków. Pod wrażeniem klęski pod Sadową przeszedł w stan spoczynku i osiadł w Babicy. W 1872 został mianowany komendantem Obrony Krajowej w Galicji Zachodniej. Dokonując inspekcji szpitali wojskowych zaraził się ospą i zmarł 1 maja 1873 w Babicy. Pochowany został w Czudcu.

## Rodzina
Miał siostrę Helenę (1831 – 10 maja 1908). W 1846 ożenił się z Józefą z Pinińskich (ok. 1827 – 16 listopada 1885), przybraną córką Józefa, właściciela Babic. Z tego małżeństwa miał córkę Konstancję.

## Odznaczenia
Odznaczenia Roman Sołtyka to między innymi:
- Kawaler Orderu Korony Żelaznej III klasy z dekoracją wojenną
- Krzyż Zasługi Wojskowej z dekoracją wojenną
- Kawaler Orderu Świętego Józefa (Toskania)
- Order Świętej Anny II klasy (Imperium Rosyjskie)
- Order Orła Czerwonego III klasy (Prusy)
- Kawaler Orderu Zasługi Cywilnej (Saksonia)

## Literatura
- Andrzej A. Zięba, Roman Sołtyk w Polski Słownik Biograficzny tom XL wyd. 2000-2001 s.424 wersja elektroniczna
- Ryszard Dzieszyński – “Sadowa 1866”, Warszawa 2007, ISBN 978-83-11-10811-0.